# Lancelin van Dammartin
Lancelin van Dammartin, bijgenaamd Van Bul, was de opvolger van Hugo II van Dammartin, van wie hij vermoedelijk de kleinzoon was. Hij lag in strijd met de bisschop van Beauvais, maar trok daarbij aan het kortste eind.